# Kim Jong-hyun (ca sĩ)
Kim Jong-hyun (Hangul: 김종현, Hanja: 金鐘鉉, 8 tháng 4 năm 1990 – 18 tháng 12 năm 2017), thường được biết đến với nghệ danh Jonghyun, là một cố ca sĩ kiêm sáng tác nhạc người Hàn Quốc. Anh là thành viên nhóm nhạc Shinee và nhóm nhỏ SM the Ballad do SM Entertainment thành lập và quản lý.
Kim Jong-hyun luôn được đánh giá là một trong những ca sĩ có giọng hát hay nhất showbiz Hàn Quốc. Bên cạnh đó, anh còn có mặt ở ví trị 27 trong Top 100 người đàn ông đẹp trai nhất thế giới năm 2017 do TC Candler bình chọn.

## Sự nghiệp

### 2008–2014: Khởi đầu sự nghiệp
Sau khi đào tạo ba năm tại SM Entertainment, Jonghyun trở thành thành viên của nhóm nhạc SHINee được ra mắt vào 25/5/2008 trên Inkigayo của đài SBS với ca khúc "Noona Neomu Yeppeo (Replay)" ("누난 너무 예뻐 (Replay)". Trong năm 2009, Jonghyun bắt đầu đóng góp cho nhóm như là một nhạc sĩ, viết lời bài hát tiếng Hàn cho đĩa đơn tiếng Hàn thứ tư của họ, "Juliette", được trình bày trong mini album thứ hai, "Romeo". Jonghyun muốn viết về một câu chuyện tình lãng mạn "sẽ làm cho mọi người quan tâm nhưng cũng là một câu chuyện mà mọi người có thể nhận diện được" và anh đã có cảm hứng từ bộ phim cổ điển, Romeo và Juliet.
Tháng 10 năm 2010, Jonghyun là một trong hai mươi thần tượng của nhiều nhóm nhạc Hàn Quốc đã thu âm ca khúc "Let's Go" với mục đích tăng sự tham gia của cộng đồng đến 2010 G-20 Seoul summit. Anh đã hát của mình cùng với những người bạn cùng công ty khác, như: Lee Sungmin của Super Junior, Seohyun của Girls' Generation và Luna của f(x). Vào tháng 11 năm 2010, Jonghyun cùng với [[Typhoon (ca sĩ Hàn Quốc]|Typhoon]] của TRAX, Cho Kyu-hyun của Super Junior, và tân binh Jino, đã hợp thành ban nhạc SM the Ballad, một nhóm dự án mới của SM Entertainment với việc tập trung phát hành các bài hát thể loại ballad hoặc thể loại ballad R&B. Nhóm đã phát hành mini album đầu tay của họ, Miss You, ngày 29 tháng 11 năm 2010.
Vào tháng 6 năm 2011, Jonghyun đã tham gia chương trình Immortal Songs 2 của đài KBS, nơi các ca sĩ biểu diễn các bài hát cũ của các huyền thoại âm nhạc và người chiến thắng được lựa chọn bằng cách bỏ phiếu. Jonghyun đã thắng trong vòng đầu tiên và đánh bại ca sĩ cùng công ty Yesung nhưng anh đã rút lui khỏi chương trình sau tập đầu tiên do lịch trình bận rộn. Tuy nhiên, người xem đổ lỗi cho phương pháp loại bỏ của chương trình nói rằng nó quá khắc nghiệt, không chỉ Jonghyun mà cả ba thí sinh khác đã xác nhận rút lui khỏi chương trình, với hai trong sáu thí sinh ban đầu đã bị chương trình loại ra chỉ sau tập đầu tiên.
Vào tháng 10 năm 2013, Jonghyun ra mắt với tư cách là nhạc sĩ của ca khúc "A Gloomy Clock" trong album thứ ba của IU, "Modern Times". Bài hát này được Jonghyun tặng cho IU với tư cách bạn bè, cũng là do Jonghyun viết chung và được hát song ca. Hai tháng sau đó vào tháng 12 Son Dam-bi phát hành "Red Candle", cũng được Jonghyun sáng tác và viết lời.
Sau bốn năm gián đoạn, SM the Ballad trở lại vào ngày 4 tháng 2 năm 2014, với một đội hình mới; Jonghyun là thành viên ban đầu duy nhất còn lại. Jonghyun cũng tham gia song ca với Taeyeon của Girls' Generation trong bài "Breath," và cả hai cùng tham gia quảng bá cho nó. Vào tháng 7 năm 2014, Jonghyun ra mắt với tư cách người dẫn chương trình radio cho chương trình radio "Blue Night" của đài MBC. Anh được đài phát thanh chọn lựa vì quá trình cống hiến cho các hoạt động âm nhạc và niềm đam mê âm nhạc. Anh đã thay thế ca sĩ Ahn Jung-yeop của Brown Eyed Soul, người đã từng là người dẫn chương trình này trong hơn ba năm.
Jonghyun cũng đã đóng góp cho việc sản xuất mini album đầu tiên của Taemin, Ace, sáng tác và viết ca khúc "Pretty Boy", phát hành vào tháng 8 năm 2014.

### 2015–2016:BasevàShe Is
Ngày 12 tháng 1 năm 2015, Jonghyun đã phát hành EP đầu tiên mang tên Base. Mặc dù ca khúc chủ đề ban đầu là "Crazy (Guilty Pleasure)", mà Jonghyun đã viết lời bài hát, bài hát được phát hành trước "데자-부 (Déjà-Boo)" được đặt là bài hát chủ đề thứ hai sau khi nó được xếp hạng rất cao trên các bảng xếp hạng kỹ thuật số. Déjà-Boo được Zion.T đồng sáng tác.
Ngày 23 tháng 5 năm 2016, Jonghyun đã phát hành album solo comeback mang tên She Is (좋아). Qua MV cùng tên, có thể thấy Jonghyun gầy hơn nhiều so với trước đây. Và MV cũng tối hơn so với các MV thông thường. Album này được sản xuất hoàn toàn bởi Jonghyun, chỉ duy bài hát She Is là hợp tác viết lời.

#### Các hoạt động khác
Jonghyun xuất hiện trên show truyền hình Idol Maknae Rebellion như một khách mời cùng với Key, Taemin và Onew trong nhóm.
Vào tháng 10 năm 2010, Jonghyun đã hợp tác với 20 ca sĩ hay thành viên trong ban nhóm khác để thể hiện ca khúc "Let's Go" cho sự kiện hội nghị thượng đỉnh G20 được tổ chức tại Seoul.
Ngoài ra Jonghyun còn tham gia 2 tập phim Song Immortal của kênh truyền hình KBS2TV cùng với Taemin.
Vào tháng 6 năm 2011, Jonghyun thu âm ca khúc "So Goodbye" trong bộ phim truyền hình do Park Min Young và Lee Min Ho đóng "City Hunter" (Thợ Săn Thành phố).
Vào tháng 1 năm 2012, Jonghyun là đại diện của hãng quần áo thời trang Carven của Pháp, Jonghyun cũng tham gia chụp hình cùng với Taemin trong buổi chụp kỷ niệm của SM Entertainment và Video Clip của W Korea's Youtube cùng với Krystal, Sulli, Seohyun, Yoona, Kai, Se Hun và Lu Han sẽ được ra mắt vào ngày 19 đến 21 tháng 1 năm 2012.
Ngày 30 tháng 11 năm 2012, Jonghyun cùng Key trong show truyền hình thực tế SHINee world date KBS để hẹn hò cùng các fan quốc tế.

#### Ngoài lề

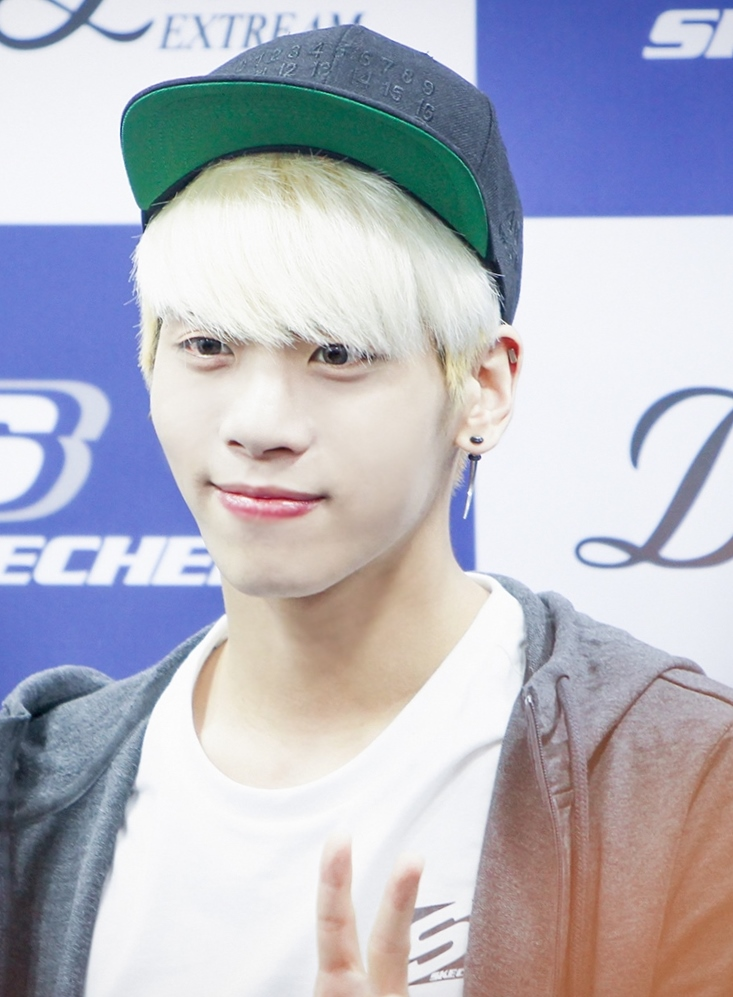
Jonghyun vào năm 2014

Jonghyun và Key đã bị chấn thương trong lúc biểu diễn tại Đại hội âm nhạc giao lưu hữu nghị Hàn Quốc – Indonesia vào 12/10/2010 tại Indonesia và cả hai đã phải trở về Hàn Quốc để điều trị, nhưng SM tuyên bố rằng Jonghyun không bị thương nặng cho lắm nên anh ấy chỉ cần nghỉ ngơi vài ngày là khỏi. Được biết, anh gặp phải chấn thương ở mắt cá chân trong khi Key thì bị thương ở đầu gối. Jonghyun sau khi khỏi bệnh cũng dự định sẽ phát hành single mới của Shinee là "Hello".
Ngày 20 tháng 10 năm 2010, truyền thông Hàn Quốc bất ngờ đưa tin Jonghyun và Shin Se Kyung, một nữ diễn viên Hàn Quốc đã hẹn hò với nhau được vài tháng sau Namoo Actors và SM Entertainment kêu gọi cả hai người chia tay nhau. Fan hâm mộ của 2 người này rất phẫn nộ vì không tiết lộ mối quan hệ tình yêu. Cho đến 30/06/2011 họ chính thức chia tay.
Vào 15/11/2010, Jonghyun liên tục vắng mặt vì bị chấn thương nên SHINee chỉ có 4 thành viên biểu diễn nhằm kỷ niệm 20 năm thành lập đài truyền hình SBS và 15 năm thành lập công ty giải trí âm nhạc SM. SM Entertaiment cũng tuyên bố giảm thiểu vũ đạo cho Jonghyun trong những Album hay Single tiếp theo. Kết quả là Jonghyun không thể nhảy cùng nhóm trong vài tháng mà chỉ hát thôi.
Vào 17/1/2011, Jonghyun đã được phẫu thuật lại mắt cá chân của mình tại một bệnh viện tại Seoul, theo kết quả của bệnh viện cho biết do chỉ trật mắt cá chân nên vài ngày sau kiểm tra định kỳ và có thể nhảy như bình thường. Sau khi phẫu thuật, Jonghyun không thể biểu diễn một thời gian ngắn để phục hồi vết thương của mình tại lễ trao giải Seoul Music Award lần thứ 20.
Jonghyun từng thừa nhận mình bị nghiện SNS, điển hình là thường xuyên update tài khoản twitter của anh về cún Roo, chó, truyện tranh, một số ảnh cá nhân và của người khác để mua vui.

## Qua đời
Chiều ngày 18 tháng 12 năm 2017, Jonghyun đã được tìm thấy trong trạng thái bất tỉnh tại căn hộ cho thuê của anh ở Seoul vào lúc 6h10 phút. Hai giờ trước, chị gái ruột của anh là Kim So-dam đã báo cho cảnh sát rằng rất có khả năng em trai cô đã sắp tự tử khi cô thấy em mình nhắn tin cho cô với dòng tin nhắn là "Goodbye, sister!" ("Tạm biệt chị!").
Jonghyun đã được đưa đi cấp cứu tại Bệnh viện Đại học Konkuk trong trạng thái hôn mê sâu và ngưng tim. Anh được cấp cứu hồi sức suốt nhiều tiếng đồng hồ nhưng không qua khỏi.
Các điều tra viên tin rằng Jonghyun đã tự sát bằng cách hít khói độc, vì họ đã phát hiện có một làn khói đen bốc ra từ trong căn hộ của anh khi họ vừa đến nơi. Cảnh sát nói rằng họ sẽ không khám nghiệm tử thi để xác nhận nguyên nhân dẫn đến cái chết của Jonghyun, theo yêu cầu của gia đình anh.
Sau cái chết của Jonghyun, ca sĩ Nine của ban nhạc Dear Cloud, đã cập nhật trạng thái trên Instagram đăng tải nội dung đã được Jonghyun viết cho cô; nội dung đề cập đến tình trạng trầm cảm nghiêm trọng – sự đấu tranh với danh vọng, anh ấy đã nói rằng "Tôi đã bị giằng xé trong nội tâm".

## Những ca khúc được thể hiện
- Biểu diễn: So với tình yêu (Wrongly Given Love) cùng với Trương Lực Doãn, Let's Go trong nhóm G20
- Nhạc phim: So Goodbye của bộ phim truyền hình City Hunter (Thợ săn thành phố).

## Những bộ phim tham gia
- 2011: Immortal Song 2 (cùng với Yesung) của đài KBS.